# Петруччи, Лоретто
Лоре́тто Петру́ччи (итал. Loretto Petrucci; 18 августа 1929, Пистоя, Тоскана — 17 июня 2016, Пистоя, Тоскана) — итальянский шоссейный велогонщик, выступал на профессиональном уровне в период 1949—1968 годов. Двукратный победитель монументальной классической гонки «Милан — Сан-Ремо», победитель однодневной гонки «Париж — Брюссель», победитель и призёр многих других соревнований по шоссейному велоспорту.

## Биография
Родился в городе Пистоя региона Тоскана. Начинал карьеру профессионального велогонщика в конце 1940-х годов в команде Legnano.
Первого серьёзного успеха на взрослом международном уровне добился в сезоне 1950 года, когда в составе команды Bianchi-Pirelli занял третье место в однодневных гонках «Кубок Бернокки» и «Джиро дель Пьемонте». Год спустя одержал победу на «Джиро ди Тоскана» и выиграл «Гран-при Массауа-Фоссати», при этом он стал третьим на «Трофео Баракки» и впервые попал в число призёров монументальной классической гонки «Милан — Сан-Ремо», где тоже занял третье место.
Весной 1952 года триумфально выиграл «Милан — Сан-Ремо», а также добавил в послужной список серебряные награды, полученные на «Туре Фландрии» и «Трофео Баракки». Был близок к призовым позициям и на другой монументальной классике, «Париж — Рубе», где финишировал девятым. Выступил на чемпионате мира по шоссейным велогонкам в Люксембурге, где закрыл десятку сильнейших в профессиональной категории. Сезон 1953 года оказался одним из самых успешных в его спортивной карьере, он защитил звание чемпиона «Милан — Сан-Ремо», одержал победу в однодневках Challenge Desgrange-Colombo и «Париж — Брюссель», был вторым на «Джиро дель Пьемонте», «Милан — Турин», «Джиро ди Кампанья», завоевал бронзовую медаль в зачёте итальянского национального первенства среди элитных шоссейных велогонщиков, получил бронзу в классической однодневной гонке «Флеш Валонь». Помимо этого, он выступал на чемпионате мира в Лугано, но финишировать здесь не смог.
Последний раз показал сколько-нибудь значимый результат на международной арене в сезоне 1955 года, когда в составе команды Lygie выиграл однодневную гонку «Джиро дель Лацио». В 1956 году в пятый раз выступил на монументальной классике «Милан — Сан-Ремо», но на сей раз занял в итоговом протоколе лишь 46 место, его результаты с этого момента резко пошли на спад. Впоследствии оставался действующим спортсменом вплоть до 1968 года, хотя в последние годы уже не имел значимых побед и достижений.

## Выступления
1950
- 3-й — Кубок Бернокки
- 3-й — Джиро дель Пьемонте

1951
- 1-й — Джиро дель Тоскана
- 1-й — GP Massaua-Fossati
- 3-й — Милан — Сан-Ремо
- 3-й — Trofeo Baracchi (с Альфредо Мартини)
- 4-й — Тур Фландрии

1952
- 1-й — Милан — Сан-Ремо
- 2-й — Тур Фландрии
- 2-й — Trofeo Baracchi (с Джузеппе Минарди)
- 9-й — Париж — Рубе

1953
- 1-й — Challenge Desgrange-Colombo
- 1-й — Милан — Сан-Ремо
- 1-й — Париж — Брюссель
- 2-й — Милан — Турин
- 2-й — Тур Кампании
- 2-й — Джиро дель Пьемонте
- 3-й — Чемпионат Италии в групповой гонке.
- 3-й — Флеш Валонь
- 5-й — Тур Фландрии

1955
- 1-й — Tour du Latium

## Статистика выступлений на Гранд Турах
- Тур де Франс
  - Участие:0
- Джиро д'Италия
  - Участие:3
    - 1951: сход
    - 1952: 67
    - 1954: сход
- Вуэльта Испании
  - Участие:0